# Волочий, Иван Николаевич
Иван Николаевич Волочий (укр. Іван Миколайович Волочій; 20 июня 1995, Бересток — 7 марта 2022, Грушеваха) — украинский военнослужащий, майор, участник российско-украинской войны. Герой Украины (28 августа 2023, посмертно).

## Биография
Родился 20 июня 1995 года в селе Бересток, ныне входящем в Залещицкую общину Чортковского района Тернопольской области. С юных лет мечтал о военной службе и после окончания школы поступил в Национальную академию Государственной пограничной службы Украины имени Богдана Хмельницкого, которую успешно окончил в 2016 году.
Служил в Государственной пограничной службе Украины, где зарекомендовал себя как ответственный и мужественный офицер. В период полномасштабного вторжения России в Украину в 2022 году командовал мобильной группой пограничников.
7 марта 2022 года в районе села Грушеваха Изюмского района Харьковской области его подразделение вступило в неравный бой с российскими войсками. В ходе боя Иван Волочий получил смертельное ранение от танкового осколочно-фугасного снаряда противника.
9 марта 2022 года Иван Волочий был с почестями похоронен в родном селе Бересток. В этот день на территории Залещицкой общины был объявлен День траура в память о погибшем герое.

## Награды
- Звание «Герой Украины» с удостоением ордена «Золотая Звезда» (28 августа 2023, посмертно) — за личное мужество и героизм, проявленные в защите государственного суверенитета и территориальной целостности Украины, верность военной присяге[1][2].
- Орден «За мужество» III степени (17 марта 2022, посмертно) — за личное мужество и самоотверженные действия, проявленные в защите государственного суверенитета и территориальной целостности Украины, верность военной присяге[3].